# Acequia del Toril
La Acequia del Toril es una extraña formación medio natural, medio humana, constituida por varios acueductos naturales, murallones calizos, de una longitud total, aproximada, de 1,6 kilómetros, formados a lo largo del tiempo por la precipitación y la sedimentación de las sales, sobre todo carbonato cálcico y sulfato de magnesio, disueltas en el agua que circula con fuerza y a una temperatura superior a los 35 grados, por una acequia construida por el hombre.

## Situación
La Acequia del Toril está situada cerca del Balneario de Baños de Alicún de las Torres, en el sureste del municipio de Villanueva de las Torres, en la provincia de Granada, comunidad autónoma de Andalucía.

## Descripción

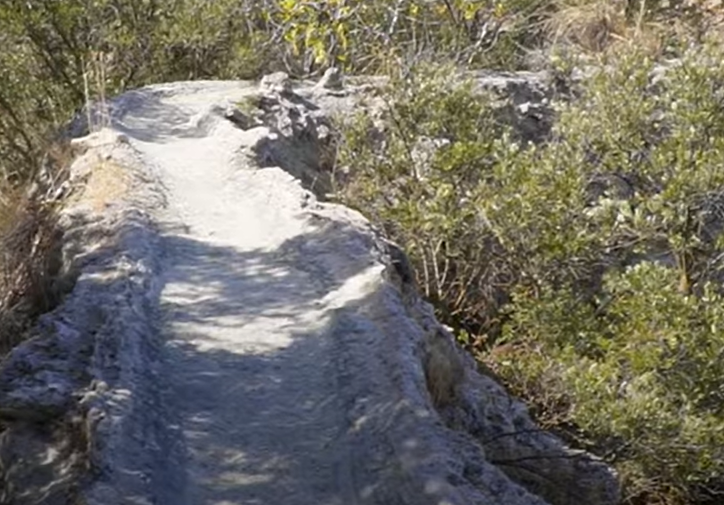
Detalle de la Acequia del Toril

Lo que en tiempos lejanos fue una simple acequia a nivel del suelo y que se utilizaba probablemente para conducir aguas a un poblado paleolítico, se fue transformando en un acueducto, formado de manera natural, en donde el agua ha mantenido su nivel, a pesar de que el terreno bajaba en una suave pendiente. El agua ha autoconstruido su cauce. Este acueducto natural, hoy tiene unos tres metros de espesor en su base y 70 centímetros en la parte superior y en sus distintos trayectos, alturas que en algunos lugares superan los quince metros de altura respecto al suelo. 

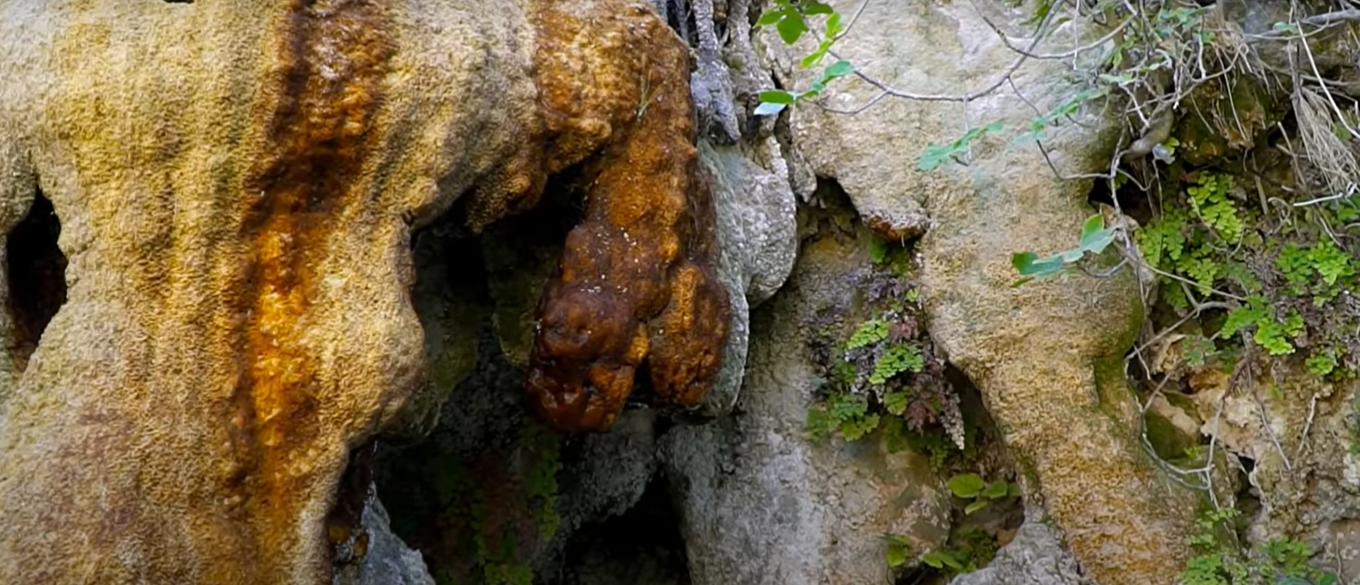
Tapetes microbianos en la Acequia del Toril

Los microorganismos que contiene el agua, fundamentalmente bacterias y algas, toman el carbonato cálcico disuelto, formando con él una membrana. Al rebosar o rezumar el agua por los lados de la acequia se forman unas estructuras esponjosas que se denominan tapetes microbianos. Estos tapetes se han ido, primero, depositando en el suelo y una vez que han muerto las células que los formaban, se ha mantenido, sobre todo, el carbonato cálcico que contenían. Este carbonato cálcico adquiere una gran dureza, formando una roca que se conoce como travertino, que se fija al suelo. Posteriormente, los nuevos tapetes microbianos se han ido depositando sobre este travertino y al cabo del tiempo y por el mismo procedimiento, han formado una nueva capa de travertino, y así sucesivamente y a lo largo de los siglos, hasta alzarse el travertino que forma actualmente el acueducto varios metros desde el suelo. Se considera que el muro crece unos tres milímetros al año.
Existen tres acueductos, más o menos paralelos, uno por donde corre actualmente el agua y otros dos semiderruidos y secos, permaneciendo, de estos últimos, únicamente la estructura rocosa, sin los ecosistemas vegetales que existen en el primero. Un paso por debajo de una de las formaciones conecta con una verdadera trinchera que se ha formado entre las paredes de dos de ellos.
A unos 400 m del comienzo de la acequia que está activa, existe una cascada que cae sobre el cauce de esta.

## Datación
La pared rezuma agua, las plantas crecen entre los huecos de tierra y mineral, donde se producen relieves de yesos y sales que, con el tiempo, se endurecen y fosilizan. Estudios del Instituto Geológico y Minero de España indican que los travertinos de la acequia, tanto en su curso actual como en los antiguos cursos, tienen dataciones de hace alrededor de 205.746 años, los más antiguos y 35.000 años, los más modernos.

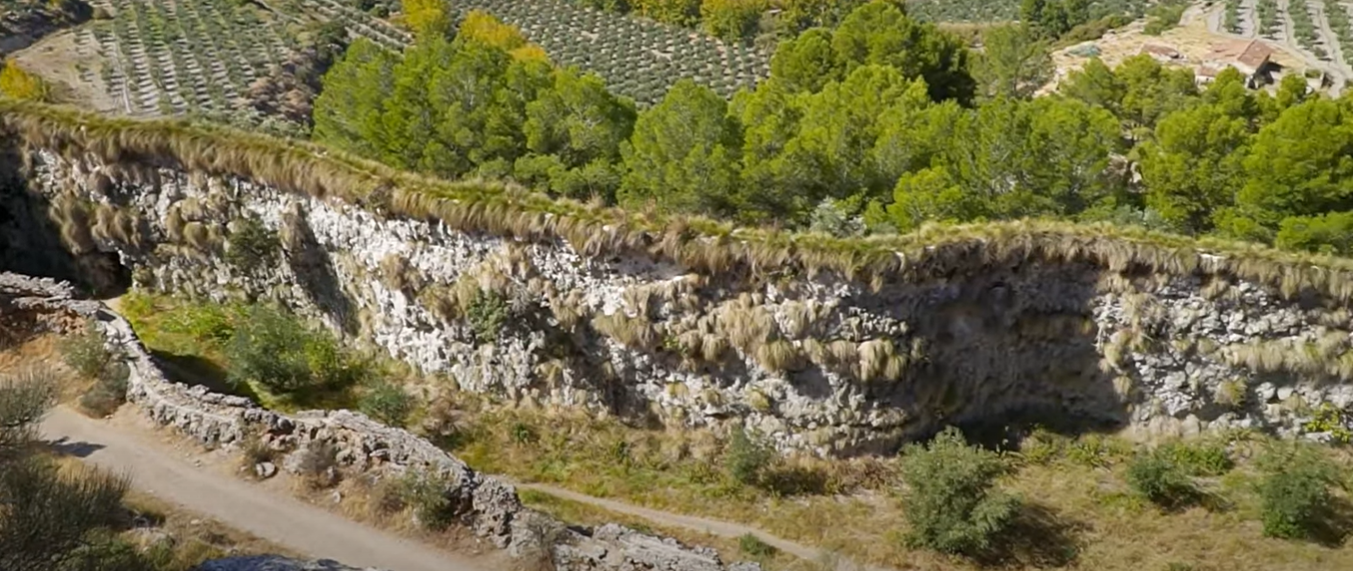
Tramo de la Acequia del Toril

El acueducto no discurre en línea recta, si no, que serpea a lo largo de su trazado, lo que supone un importante aporte técnico, ya que las ondulaciones aseguran la estabilidad del muro, al tiempo que frenan la corriente del canal. Esta disposición de la acequia hace pensar que su trazado y construcción fue debida a personas que tuvieran importantes conocimientos y técnicas de sistemas de canalización.
Aunque el acueducto parece natural, formado espontáneamente a lo largo de milenios y en él no se observa huella alguna de intervención humana, es cierto que la datación de esa formación natural (205.000 a 35.000 años) es muy anterior al nacimiento de la agricultura en el eneolítico (20.000 a 10.000 años) y, genera dudas, que los humanos de la época de la datación del acueducto tuvieran las habilidades y los conocimientos técnicos para construir un canal o una acequia, y más de estas características, que son los que han dado origen al mismo.

## Flora
Las aguas termales han creado ecosistemas verdes alrededor de formaciones rocosas generadas por el paso de la acequia durante milenios. El muro del acueducto del Toril, por su singular porosidad y humedad constante, se encuentra tapizado por una densa vegetación, entre las que destaca la pajarilla de agua, el ruibarbo o la cañota real, pero también hay tarajales, enebros y romeros. En las zonas umbrías, donde rezuma el agua, se encuentran comunidades de culantrillo de pozo, y las paredes verticales que sostienen la Acequia del Toril, en las que ya no se filtra el agua, están tapizadas por cepellones de junco negro. Sin embargo, en el lado sur de estas paredes, cuando se ha secado el tapiz afloran comunidades de plantas halófitas, es decir que crecen bien en suelos salitrosos. De estas comunidades hay que destacar el Limonium alicunense, una especie endémica y única de la zona, que se ve acompañada por Orgaza, Matacavero y Sisallo.

## Fauna
En el estrecho y umbrío pasillo formado por los dos acueductos abundan los grupos de pequeñas aves paseriformes: jilgueros, verderones, verdecillos, gorriones y golondrinas que han construido sus nidos en las repisas de la vieja pared de carbonatos que ya no rezuman agua.

## Espacio Natural

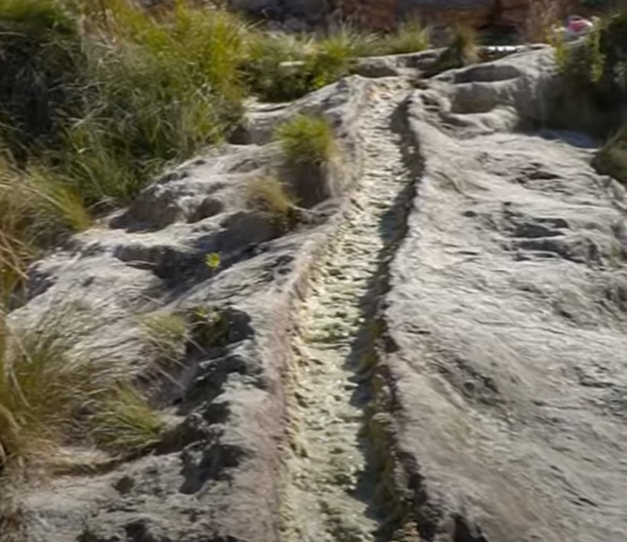
Cauce seco

La naturaleza ha dejado en el muro de la Acequia del Toril algunos pasos entre su cara norte y sur, así como huecos a modo de cuevas y, también, túneles por los que se puede cruzar de un lado a otro de la base de estos fantásticos acueductos.
La presencia del agua convierte en un oasis un territorio que en su mayor parte se puede considerar desértico y estepario. Este curso de agua y todo su entorno está considerado como uno de los espacios naturales de mayor interés geológico, vegetal y faunístico de la provincia de Granada. Considerándose como insólita en el mundo.

## Figuras de protección
Incluida en el ámbito del
- Geoparque Mundial de la Unesco de Granada
- Zona Arqueológica, del Paisaje Megalítico del río Gor (Bien de Interés Cultural)[1]